# Ведизам
Ведизам (санскрт: веда - знање; ведизам - религија веда) је стара религија која је постојала 2000 год. п. н. е.. Исповедали су је преци аријског народа. 

## Свете књиге
Веде - свете индијске молитвене књиге; деле се на 4 групе: 1. Ригведа; 2. Јаџурведа; 3. Самаведа; 4. Ахтарведа (ахтар=врач). 

## Главна божанства
Главна божанства Ведизма су: Варуна (небо), и њених шесторо браће - Митра, Бхага (бог), Агни (Игнис), Индра (пије до пијанства напитак Сома, који се излива на жртву). 

## Обреди
Код Ведизма није било храмова и врачева, жртву је приносио отац на олтар, постављен на узвишеном месту. Као жртву приносили хлеб, кравље масло и Сому, у свечаним приликама - коња. 

## Значај
Ведизам је важан за разумевање религије Грка, Римљана, Келта, Словена, браманизма, будизма. Ведизам је политеистичка религија, мада се у многим химнама осећа тежња ка монотеизму. Узвишене мисли и примитивно сујеверје, похвала природи и дубоко убеђење да је живот једно страдање, као и молбе за избављење - главне су одлике Ведизма.